# Chita (kommun)
Chita är en kommun i Colombia.   Den ligger i departementet Boyacá, i den centrala delen av landet, 240 km nordost om huvudstaden Bogotá. Antalet invånare är 10 844. Arean är 748 kvadratkilometer.
Terrängen i Chita är bergig åt nordost, men åt sydväst är den kuperad.